# Óscar Aranda Subiela
Óscar Aranda Subiela (Huétor Vega, Granada, 29 de abril de 2002) es un futbolista español que juega como centrocampista en el Futebol Clube Famalicão de la Primeira Liga.

## Trayectoria
Natural de Huétor Vega, Granada, es hermano del también futbolista Antonio Aranda, es un extremo izquierdo formado en la cantera del Club Deportivo Huétor Vega desde 2008 a 2012, fecha en la que ingresó en las categorías inferiores del Granada CF, donde estuvo hasta 2014.
Desde 2014 a 2016, formó parte de la Academia del Málaga CF y en 2016, regreso a las categorías inferiores del Granada CF, donde estuvo hasta 2018.
En la temporada 2018-19, ingresó en La Fábrica del Real Madrid Club de Fútbol para formar parte del juvenil "C". 
En la temporada 2019-20, lograría el título de la Liga Juvenil de la UEFA 2019-20.
El 21 de febrero de 2021, hizo su debut con el Real Madrid Castilla Club de Fútbol de la Segunda División "B" en un encuentro frente a la UD Poblense.
En la temporada 2021-22, formaría parte del Real Madrid Castilla Club de Fútbol en la Primera Federación, donde jugaría 28 partidos en los que anotaría 7 goles.
El 8 de agosto de 2023, firma por tres temporadas con el Futebol Clube Famalicão de la Primeira Liga.

## Palmarés

### Campeonatos internacionales
| Título                    | Club              | Sede  | Año     |
| ------------------------- | ----------------- | ----- | ------- |
| Liga de Campeones juvenil | Real Madrid C. F. | Suiza | 2019-20 |